# Hagapark

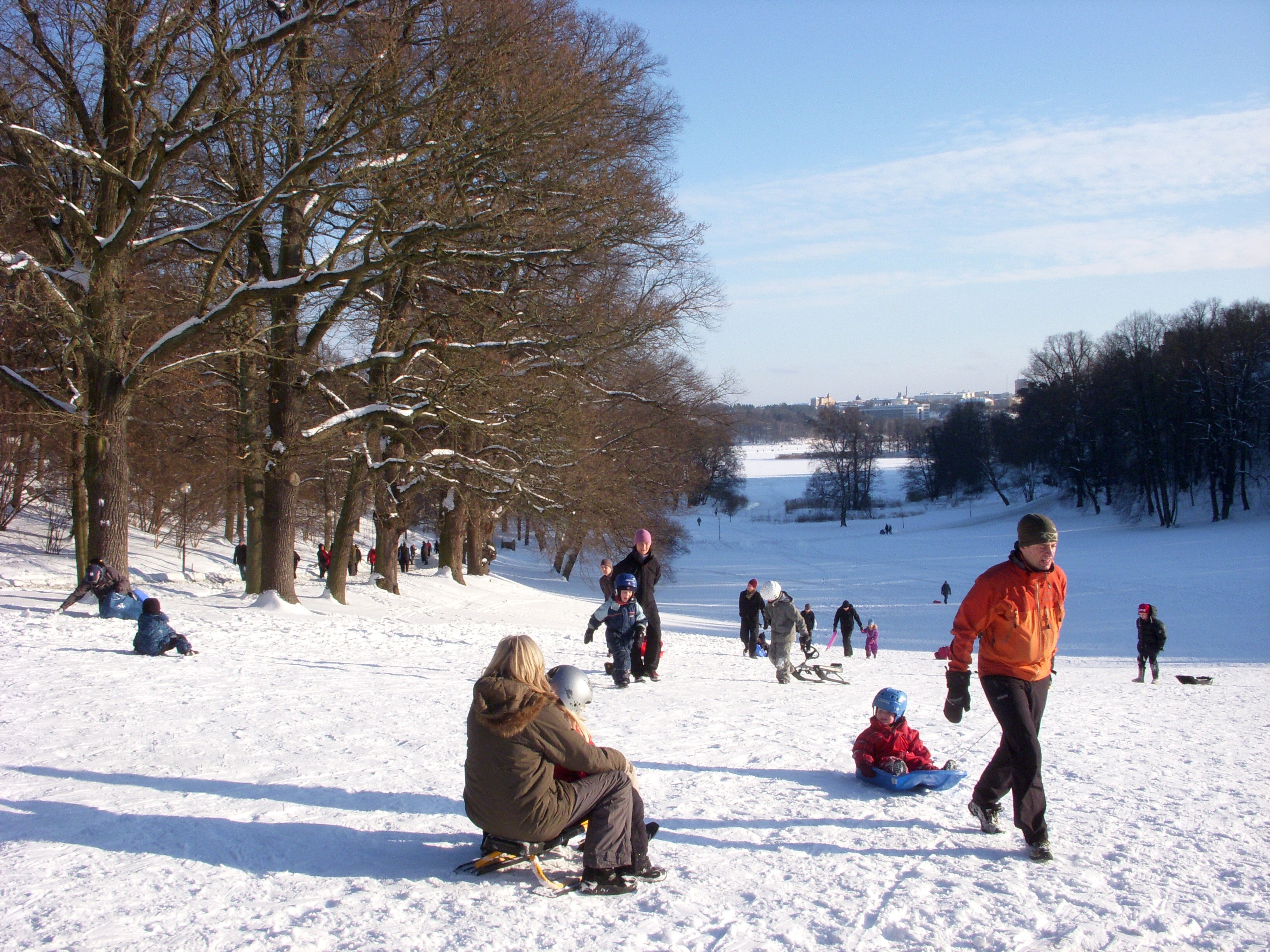
Der Hagapark im Winter 2010

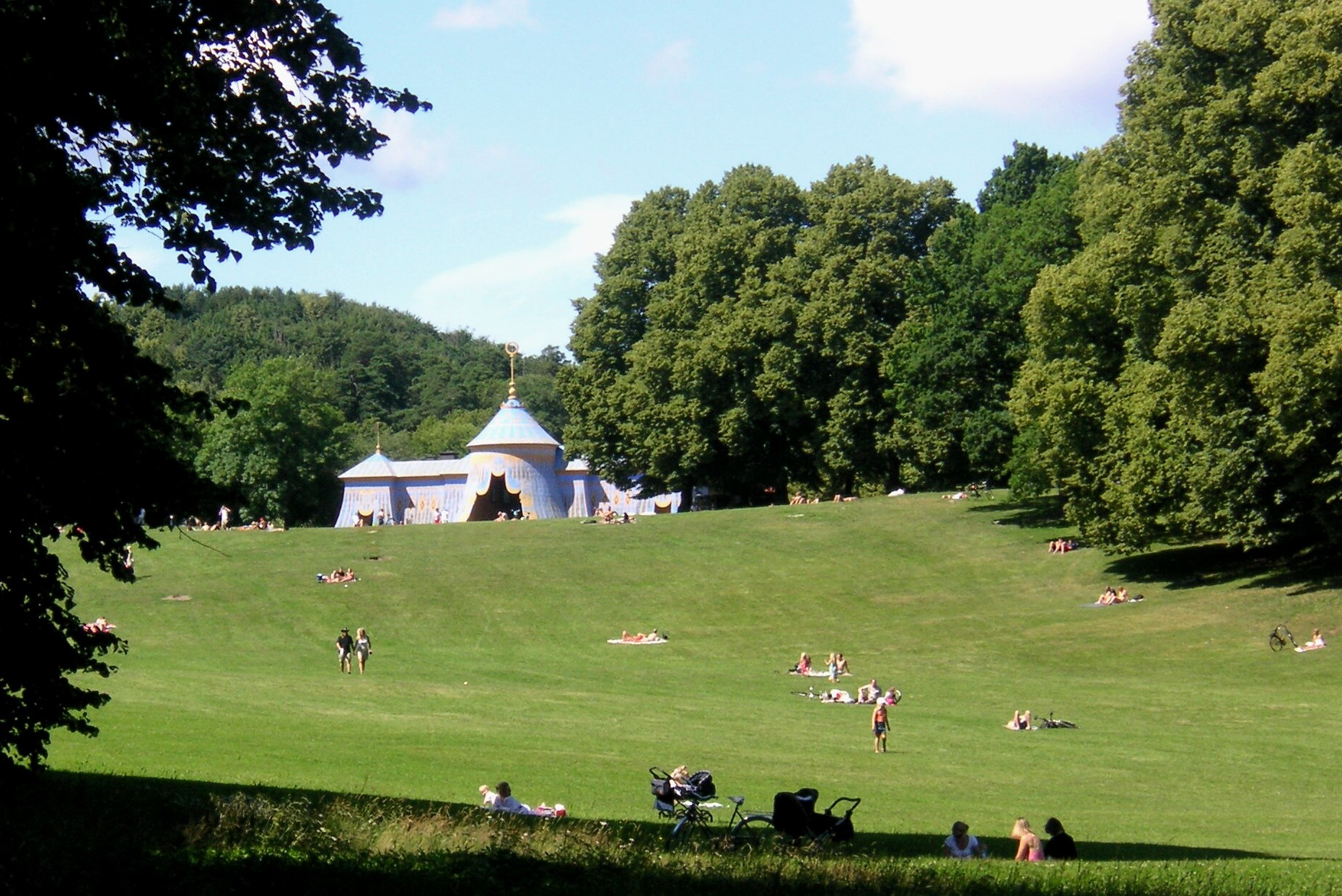
Der Hagapark mit den Kupferzelten 2007

Der Hagapark (schwedisch: Hagaparken) ist ein englischer Landschaftsgarten in der schwedischen Gemeinde Solna. Der Park am Westufer des Sees Brunnsviken wurde Ende des 18. Jahrhunderts auf Initiative König Gustavs III. angelegt und grenzt nördlich an die schwedische Hauptstadt Stockholm. In ihm befinden sich einige kleine Schlösser, eine Schlossruine, mehrere Tempel, Museen, Pavillons und Stockholms ältestes Landgasthaus. Auf dem zugehörigen Königlichen Friedhof Haga (Kungliga begravningsplatsen) liegen die Gräber zahlreicher Mitglieder der Familie Bernadotte, der herrschenden Dynastie des Königreichs Schweden. Der Hagapark gilt als eines der hervorragendsten Beispiele für einen englischen Landschaftsgarten in Schweden.

## Geschichte

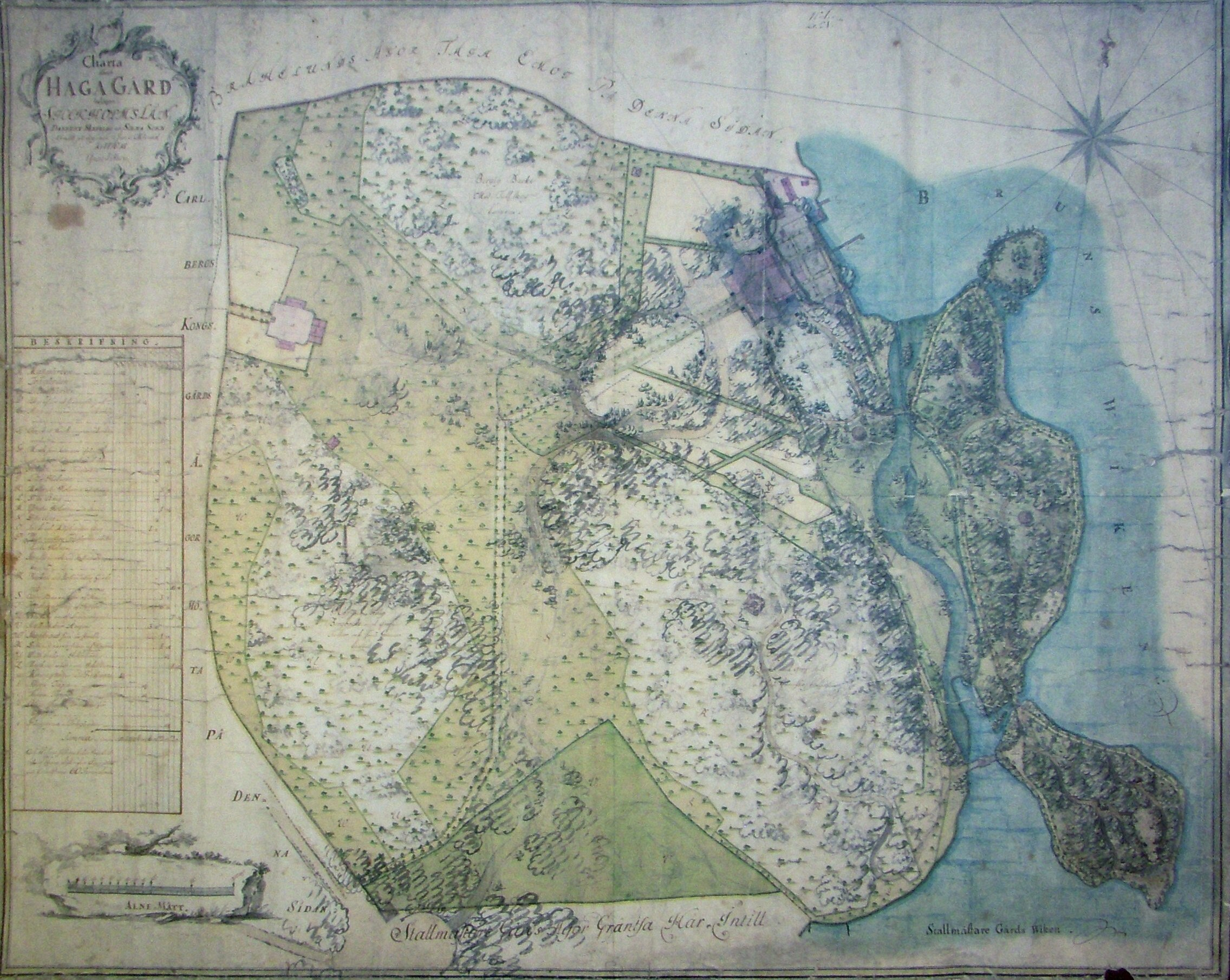
Plan der ersten Parkanlage von Isaac Lithov, 1770er Jahre

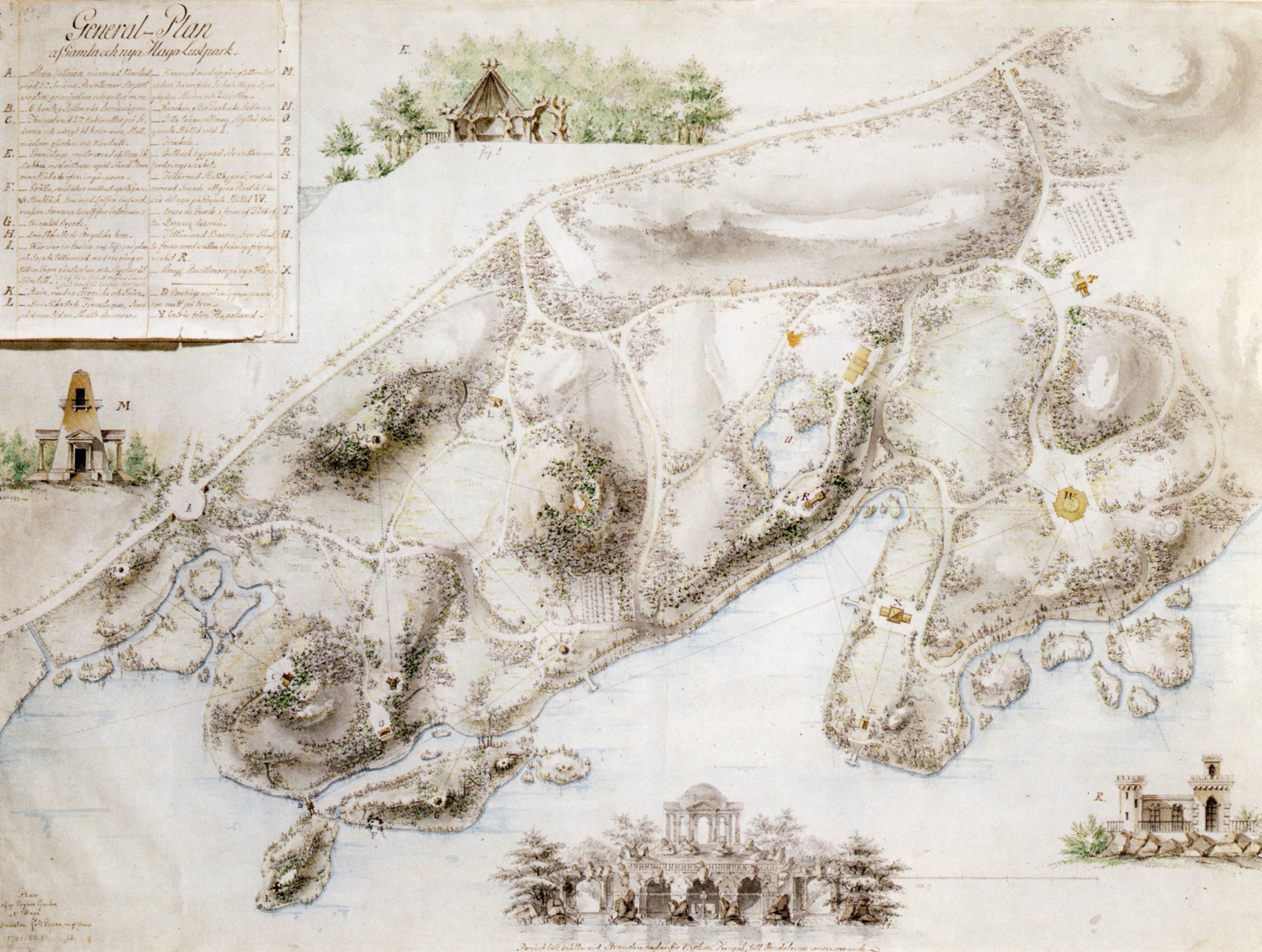
F. M. Pipers Generalplan für den Hagapark von 1781 (Norden ist rechts)

Moderner Übersichtsplan

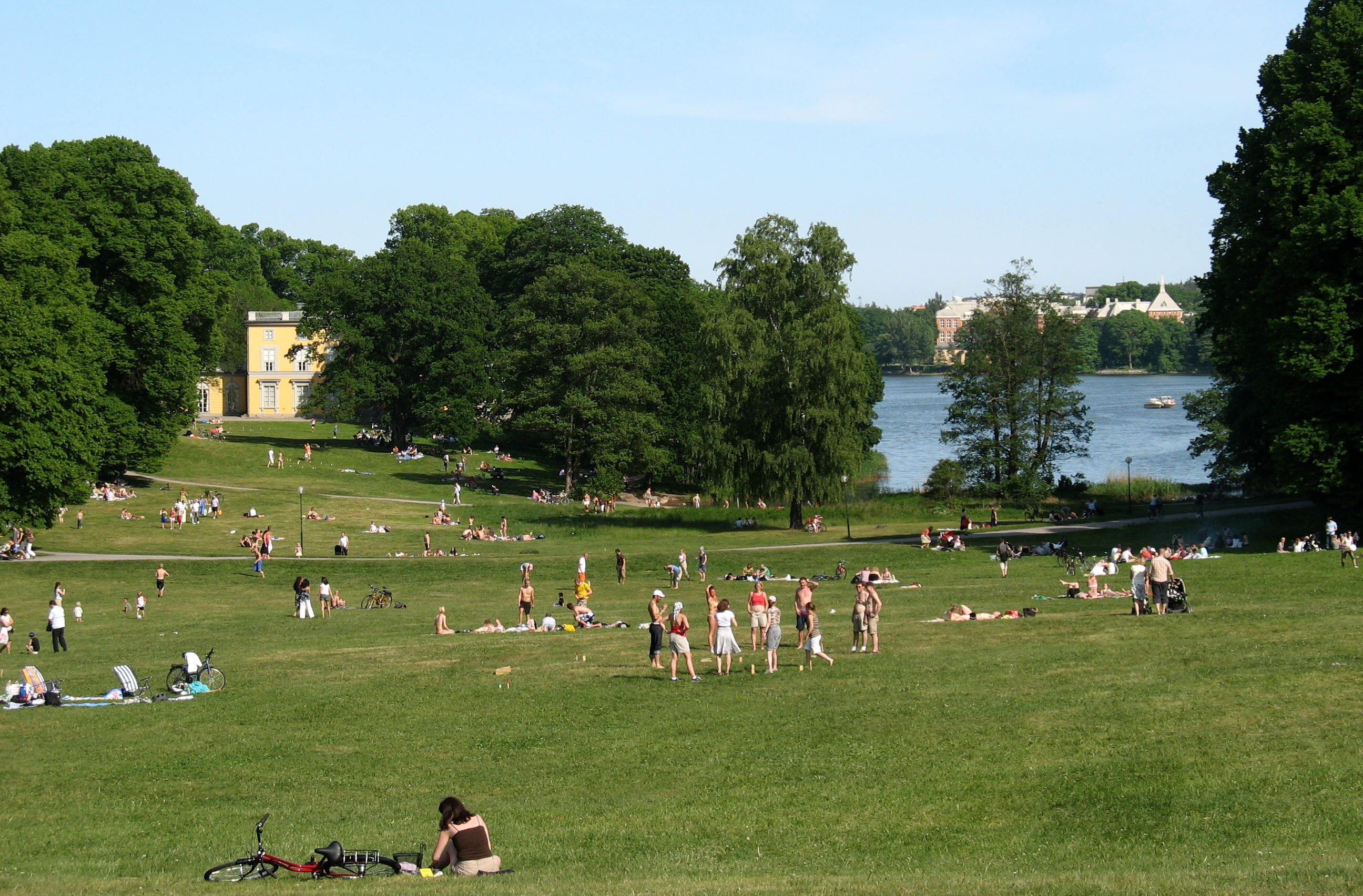
Der Hagapark mit der Pelouse (großen Wiese) zum See Brunnsviken hin im Sommer 2007

Gustav III. kaufte das Gut Haga 1771, im Jahr seines Regierungsantritts, um dort einen kleinen englischen Landschaftspark anzulegen. Zwischen 1771 und 1780 wurden die drei Inseln im Brunnsviken durch Brücken verbunden und mit Alleen und Uferwegen landschaftsgärtnerisch gestaltet. Durch den Erwerb des weiter nördlich gelegenen Gutes Brahelund im Jahre 1785 wurde die Fläche des Hagaparks mehr als verdoppelt. Gustav III. zog sich gerne ins Gutshaus Haga zurück, wenn wichtige Entscheidungen anstanden, um dort ungestört zu arbeiten.
Der heutige Park wurde in den Jahren 1780 bis 1797 angelegt. Den Generalplan entwarf Fredrik Magnus Piper, der in England ausgebildete Parkarchitekt des Königs und Intendant der königlichen Lustgärten. Weitere beteiligte Architekten waren Louis Jean Desprez, Olof Tempelman und Carl Christoffer Gjörwell sowie Louis Masreliez für die Inneneinrichtungen. Gustav III. nahm lebhaften Anteil an der Planung und fertigte zahlreiche eigenhändige Entwürfe für den Park und die Gebäude an. Eine wichtige Rolle bei der Platzierung der Baumpflanzungen und Gebäude spielten die in Pipers Plan eingezeichneten Sichtachsen: So ist nach dem herbstlichen Laubfall in den Wintermonaten der chinesische Pavillon vom türkischen Kiosk und von Gamla Haga aus zu sehen. Für das geplante Lustschloss Stora Haga slott war eine dominante Position mit fünf Sichtachsen vorgesehen, von denen eine bis zum knapp fünf Kilometer entfernten Stockholmer Schloss führte.
Das Gelände am südwestlichen Ufers des Brunnsviken wurde umgestaltet, um sanfte Übergänge zwischen Wald, Weideland und den großen, zum See hin abfallenden Rasenflächen, den sogenannten Pelousen, zu schaffen. Der Park erhielt zwei eigene Gärtnereien und Baumschulen. 1785 übernahm der Gartenarchitekt Johan Christian Ackermann die Leitung der Arbeiten. Bis 1800 ließ er insgesamt 26.000 Bäume pflanzen.
Gustav III. wurde durch eine Italienreise 1783–1784 zu dem weiterführenden Plan angeregt, die Umgebung des Brunnsviken in eine italienische Landschaft nach dem Vorbild der Campagna Romana umzugestalten. Von diesem nicht mehr umgesetzten Vorhaben zeugen noch italienische Ortsnamen in der Umgebung des Brunnsviken wie Albano, Frescati und Tivoli.
Bereits 1791 besang Schwedens Nationaldichter, der von Gustav III. geförderte Carl Michael Bellman, den entstehenden Park als reines Idyll. Die erste Strophe von Haga aus seiner Sammlung Fredmans sånger (Fredmans Lieder) lautet:
| Fjäril vingad syns på Haga, mellan dimmors frost och dun, sig sitt gröna skjul tillaga, och i blomman sin paulun; minsta kräk i kärr och syra, nyss av solens värma väckt, till en ny högtidlig yra eldas vid sefirens fläkt. | Froh in Haga's grünen Räumen, In dem duft'gen Blumensaal Schäkern mit den Blumen, Bäumen, Schmetterlinge, ohne Zahl. Mücken spielen in der Sonne, Jüngst zum Dasein erst erwacht; Alles athmet Lust und Wonne; Alles duftet, blühet, lacht. |  |

Mitte des 19. Jahrhunderts wurde der Park für die Allgemeinheit geöffnet; seitdem ist der Hagapark ein beliebtes Ausflugsziel für die Stockholmer mit vielen Sehenswürdigkeiten und Erholungsmöglichkeiten. Auf der großen Wiese, der Pelouse (franz. für Rasen), die von den Kupferzelten aus sanft zum Brunnsviken hin abfällt, darf der Rasen ausdrücklich betreten werden. Im Sommer wird dort gegrillt und im Winter gerodelt.
1935 wurden die Gebäude des Hagaparks als Baudenkmäler anerkannt und seit 1994 ist der Park ein Teil von Schwedens und der Welt erstem Nationalstadtpark, dem Ökopark (Ekoparken). In den 1960er-Jahren wurde der Schutt aus der Neugestaltung der Stockholmer Innenstadt zum ca. 100 Meter hohen Hügel Hagakullen aufgeschüttet, von dem man eine gute Aussicht auf Stockholm hat.
Der Park wird von der schwedischen staatlichen Bauverwaltung Statens fastighetsverk verwaltet und von der königlichen Kungliga Djurgårdens Förvaltning gepflegt.

## Gebäude aus der Zeit Gustavs III.

### Schloss Haga

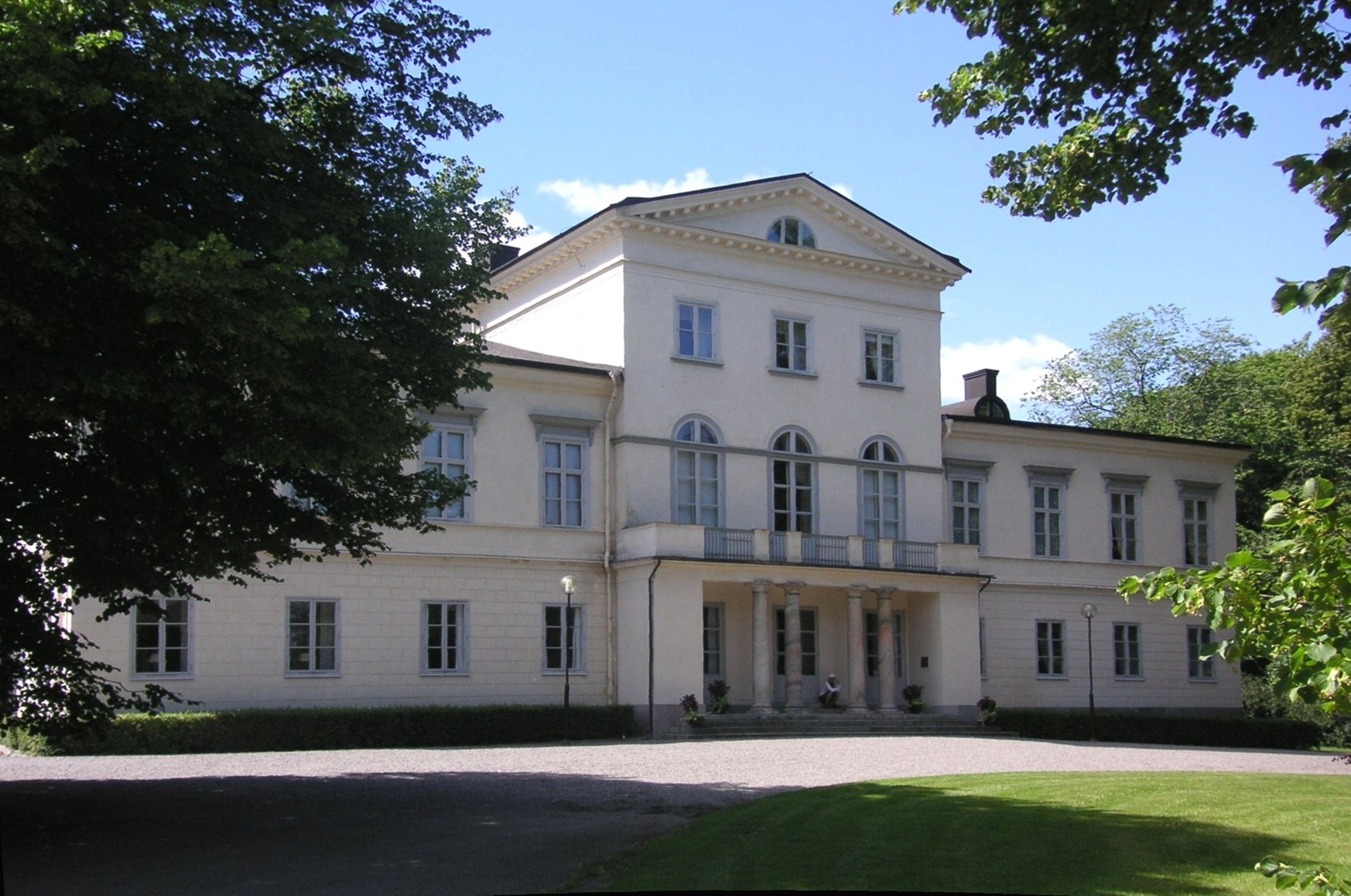
Das Haga-Schloss

Haga slott hieß anfangs Drottningens paviljong (Pavillon der Königin), und wurde 1802–1805 für Gustav IV. Adolf gebaut. Architekt war Christoffer Gjörwell. Das Gebäude ist im italienischen Villastil gehalten.
Der gegenwärtige König von Schweden, Carl XVI. Gustaf, und seine Schwestern, die „Hagaprinzessinnen“ Margaretha, Birgitta, Désirée und Christina, wurden alle im Schloss Haga geboren. Nach dem Tod seines Vaters, des Erbprinzen Gustav Adolf im Jahre 1947, zog die Familie in das Stockholmer Schloss um. Gustav VI. Adolf überließ das seither nicht mehr von der königlichen Familie bewohnte Schloss Haga 1966 der schwedischen Regierung, die es als Gästehaus nutzte, beispielsweise bei Staatsbesuchen.
Am 23. April 2009 beschloss die schwedische Regierung, das Schloss Kronprinzessin Victoria und ihrem zukünftigen Ehemann Daniel Westling als Wohnsitz zu überlassen. Seit ihrer Hochzeit 2010 leben beide im Haga slott, das Victorias Schwester Prinzessin Madeleine für sie eingerichtet hat.

### Die Kupferzelte

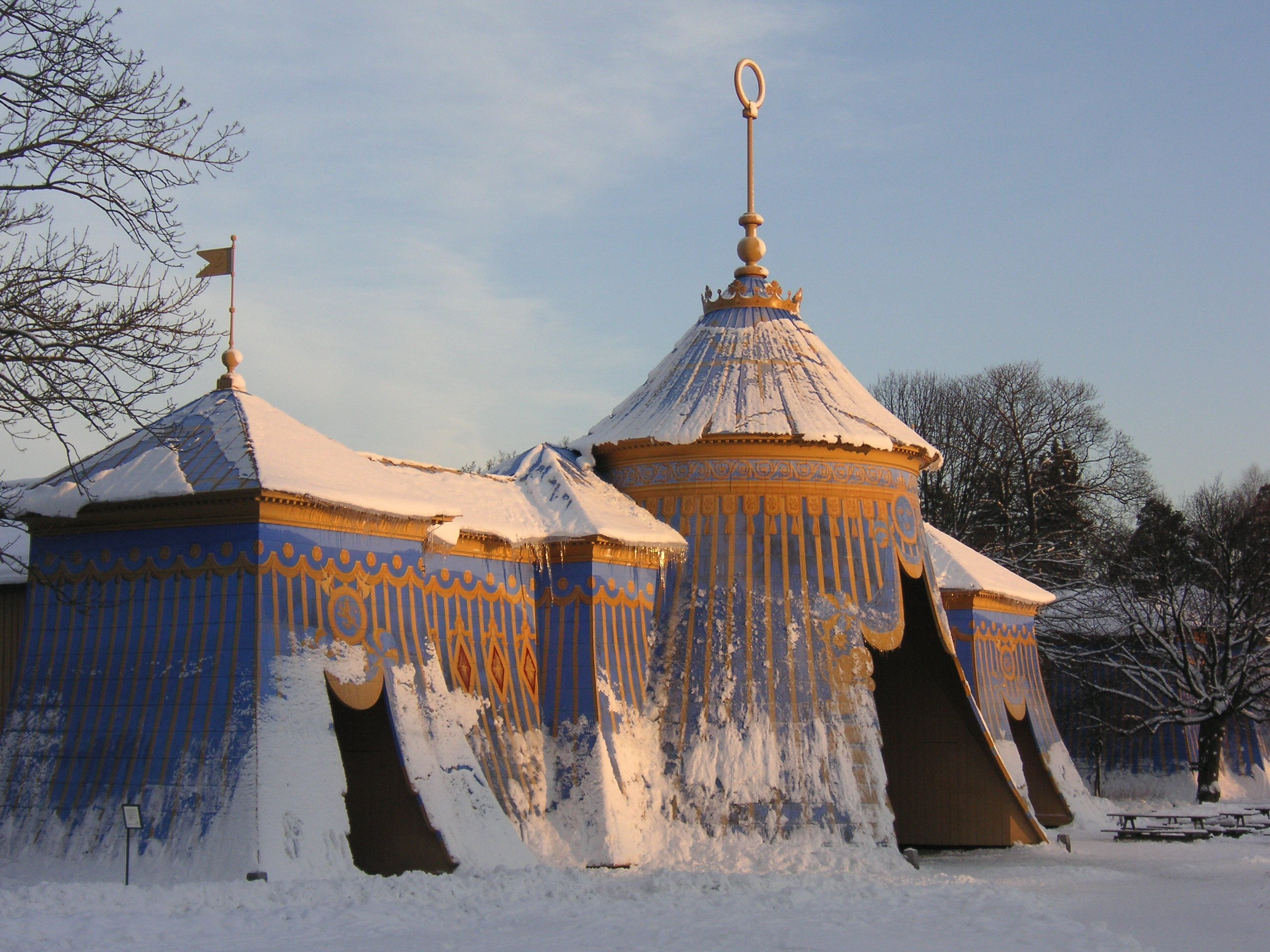
Die Kupferzelte

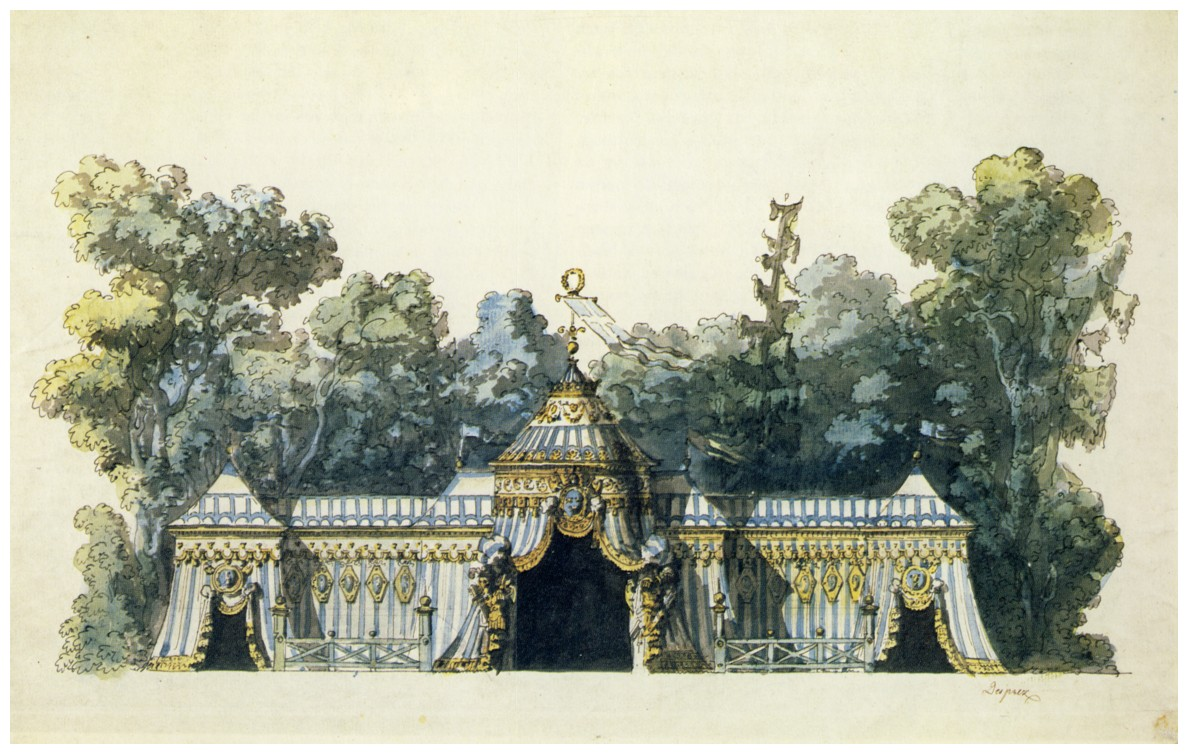
Louis Jean Desprez’ Zeichnung von 1787

Als Koppartälten wird eine aus drei Gebäuden bestehende Anlage bezeichnet, deren Fassaden nach Süden hin Militärzelten des römischen Heers nachempfunden sind und die aus bemaltem Kupferblech bestehen. Sie waren ursprünglich die Wach- und Versorgungsgebäude der berittenen Leibgarde der königlichen Familie. Der für den Bau verantwortliche Architekt war Louis Jean Desprez.

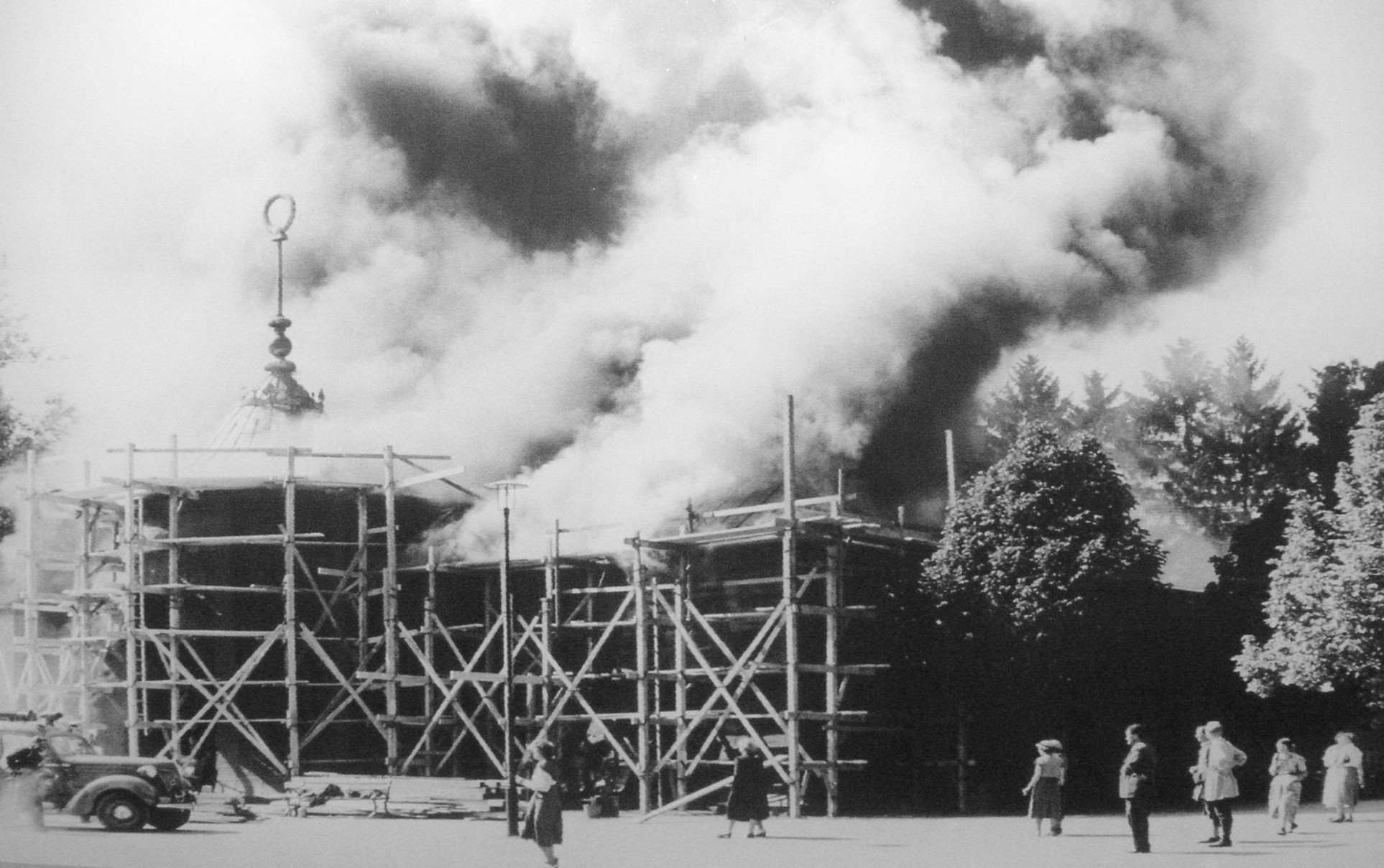
Der Brand 1953

Das mittlere Zelt fiel 1953 einem Brand zum Opfer und wurde 1962–1964 unter Leitung von Ragnar Hjorth wiedererrichtet. Von 1977 bis 1978 wurden auch die hinteren Bauten renoviert, diesmal unter Leitung des Schlossarchitekten Torbjörn Olsson. Gleichzeitig entstand im vormals offenen Stallhof das sogenannte Silberzelt.
Heute befinden sich Cafés, Restaurants und das Parkmuseum in den „Zelten“.

### Das obere Haga

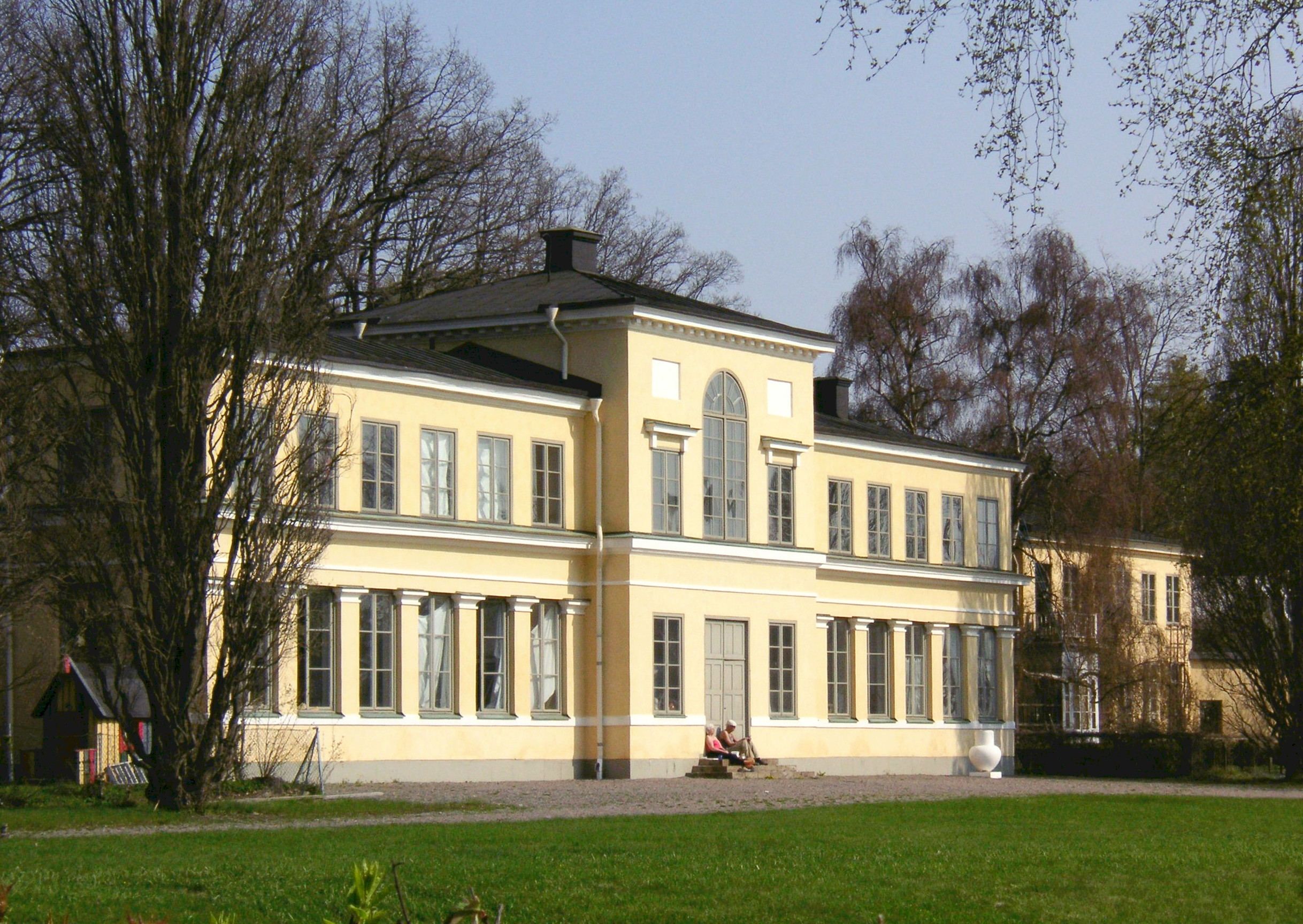
Das Obere Haga-Wirtshaus

Övre Haga entstand ursprünglich als Wirtshaus und wurde wie die Kupferzelte von Louis Desprez entworfen. Das Wirtshaus hatte zwei Küchen, drei Speisesäle und mehrere Gästezimmer. Später entstanden Anbauten unter Carl Christoffer Gjörwells Leitung. Gustav IV. Adolf ließ das Hauptgebäude zur Orangerie umbauen. In den folgenden Jahren entstand ein weiteres Gewächshaus, das bei der Renovierung des Hauptgebäudes um 1950 abgerissen wurde. Der östliche Anbau ist heute ein Schmetterlingshaus, der westliche brannte 1956 ab. Das Hauptgebäude wird seit den 1960er Jahren als Künstlerwerkstatt genutzt.

### Das Schmetterlingshaus

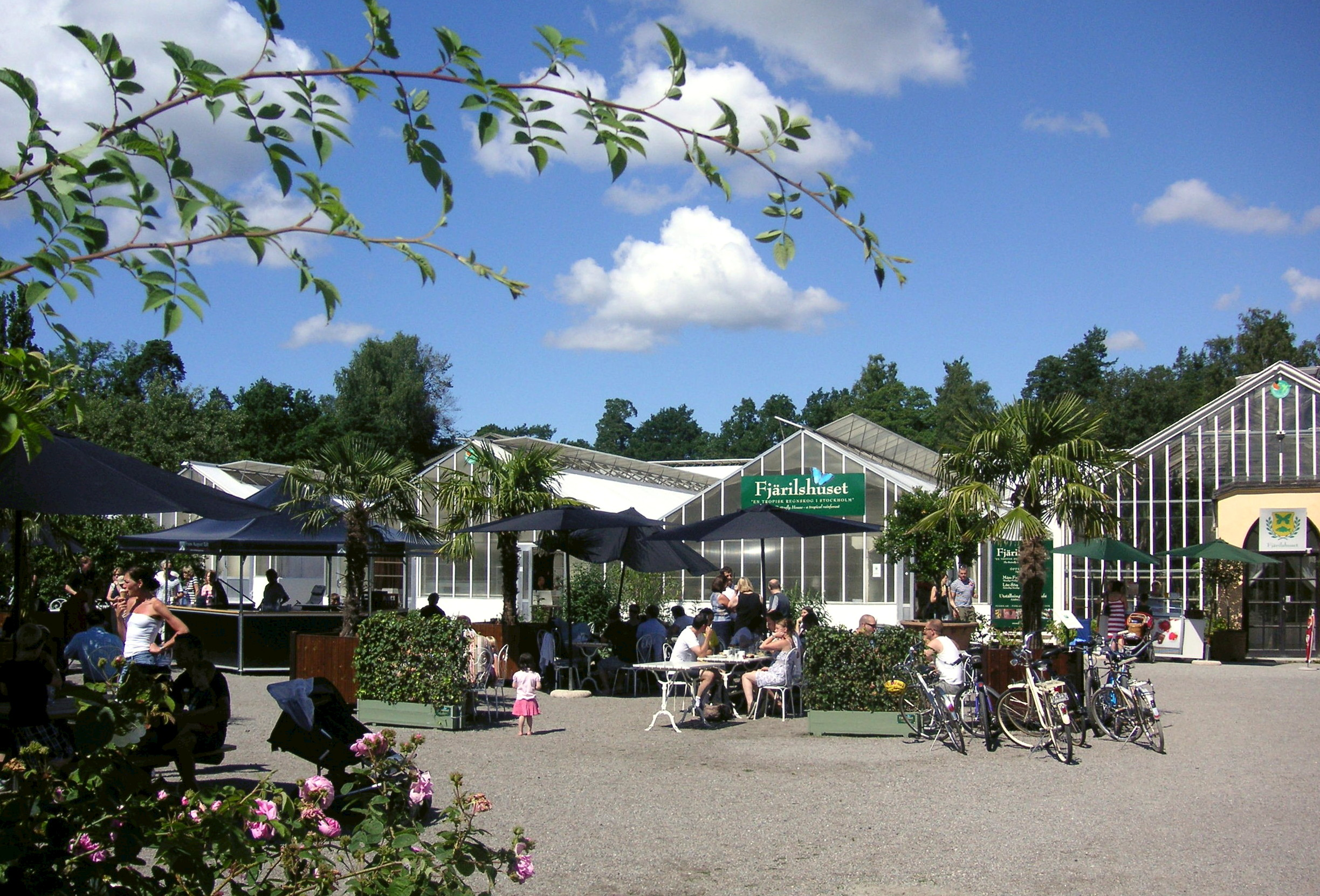
Das Schmetterlingshaus

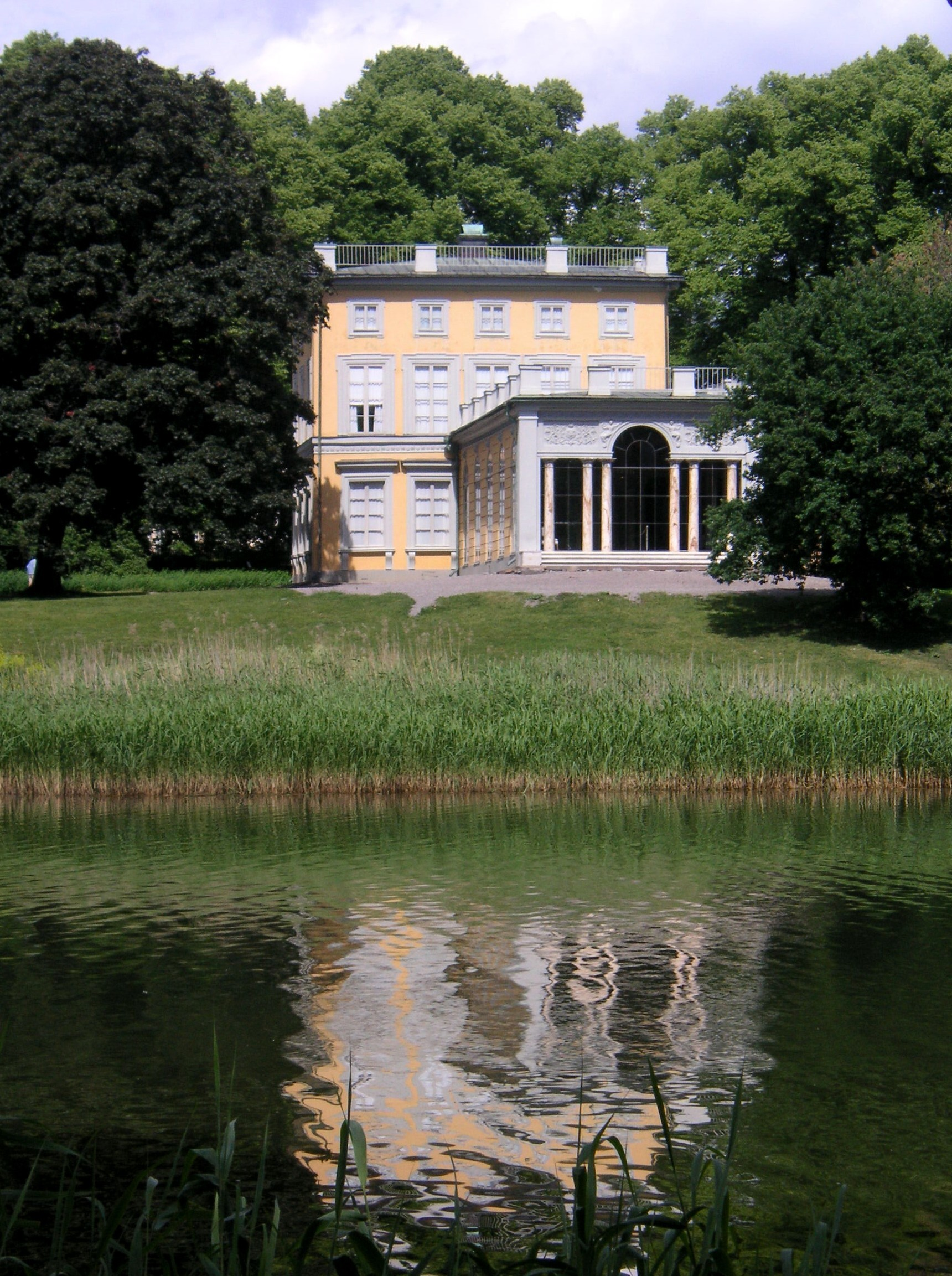
Der Pavillon Gustavs III.

Fjärilshuset wurde 1983 eröffnet und ist hauptsächlich als Halle mit tropischen Schmetterlingen bekannt. Außerdem befinden sich in der Anlage ein Vogelhaus, Stockholms ältester Wintergarten, asiatische Gärten und weitere Einrichtungen.
Das Schmetterlingshaus hat seit Anfang 2007 einen neuen Besitzer, der auf dem 3000 Quadratmeter großen Grundstück Anlagen errichten will, die Meeres-, Fluss- und Seenlandschaften gleichen.

### Pavillon Gustavs III.

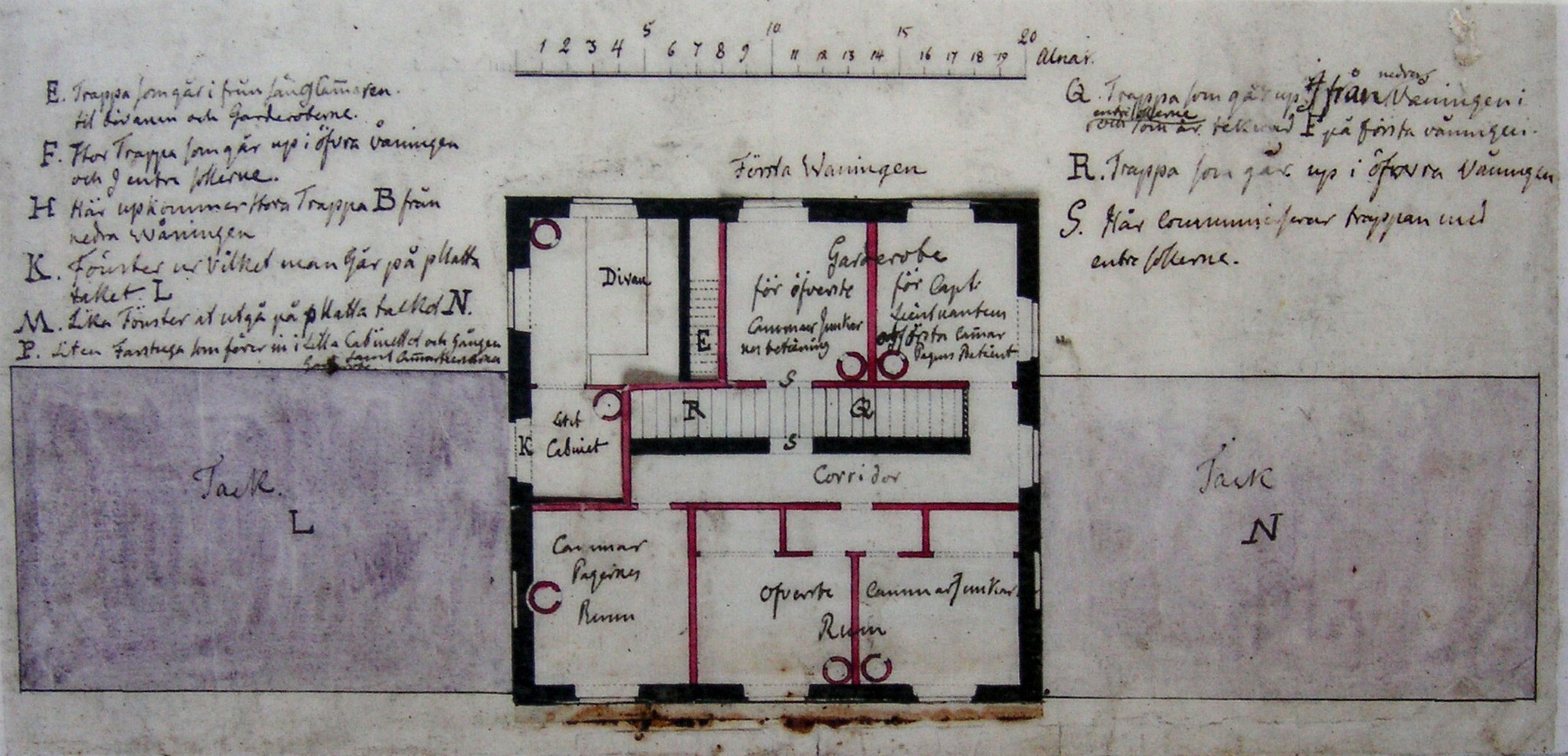
Gustav III. eigenhändige Skizze

Gustav III:s paviljong gilt als eines der interessantesten Beispiele des Gustavianischen Stils in Schweden. Ab 1787 nach Entwürfen von Olof Tempelman errichtet, besteht seine Mittelpartie aus einem damals bereits vorhandenen älteren Gebäude. Wie beim Großen Schloss von Haga beteiligte sich der König persönlich an Planung und Bau. Nach seinen Skizzen wurden unter anderem beide Gebäudeflügel mit zwei Fensterachsen verlängert. Die Innendekoration übernahm Louis Masreliez. In dem Gebäude ist heute ein Großteil der Bibliothek Gustavs III. untergebracht.
In den 1840er Jahren ließ Oskar I. das Gebäude von dem Architekten Georg Theodor von Chiewitz restaurieren. Dabei wurden die ionischen Säulen an den Giebeln gegen neue aus italienischem Marmor ausgetauscht und der Speisesaal nach Vorbildern aus Pompeji gestaltet. Eine weitere Restaurierung erfolgte 1937 bis 1946 unter Leitung des Schlossarchitekten Ragnar Hjorth, der der Einrichtung ihr ursprüngliches Aussehen zurückgab. Dies war möglich, da die Originalzeichnungen von Masreliez auf dem Dachboden der alten Kunstfachschule wiedergefunden wurden. Obwohl als Pavillon bezeichnet, wird der Bau zu den zehn königlichen Schlössern Schwedens gezählt, d. h. zu den Schlössern im Besitz des Königshauses.

### Der Echotempel

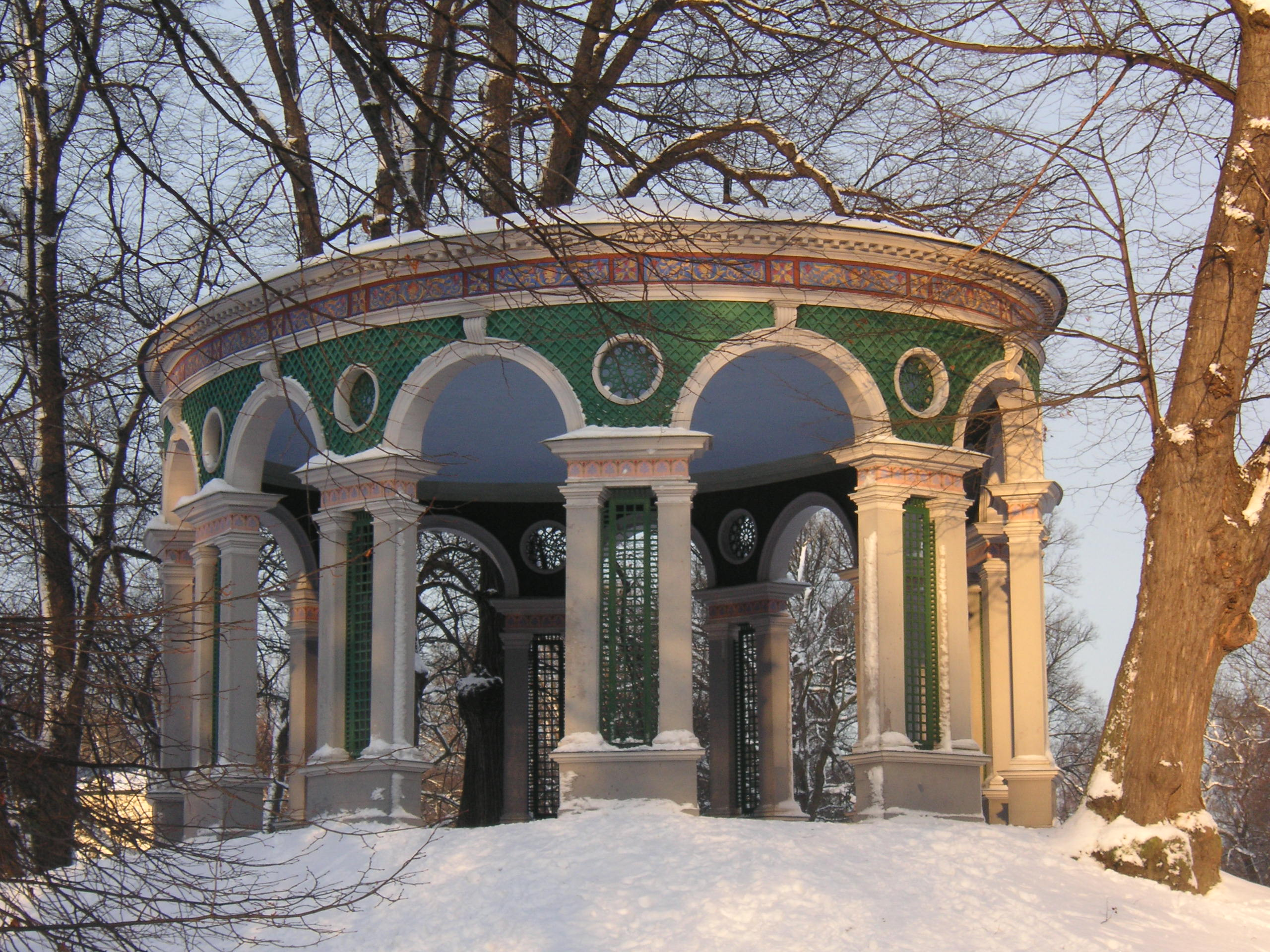
Der Echotempel

Ekotemplet entstand 1790 als sommerlicher Speisesaal für Gustav III., der es liebte, seine Mahlzeiten im Freien einzunehmen. Unter Leitung des Architekten Carl Christoffer Gjörwell entstand auch ein speziell angefertigter ovaler Tisch, der in die Mitte des Gebäudes gestellt wurde. Anfangs hieß der Tempel grüner Salon. Seinen heutigen Namen erhielt er, weil unter dem gewölbten Dach des Bauwerks ein Echo entsteht.
Bei einer Renovierung im Jahre 1846 kam ein Deckengemälde mit Eroten und Vögeln hinzu. Im Zuge der nächsten Renovierung 1924 unter Ragnar Hjorth verschwand das Gemälde wieder unter grauer Farbe. In den Jahren 1992/93 wurde das Gebäude abermals renoviert. Dabei wurden der Dachstuhl erneuert und die Reste des Deckengemäldes in das Parkmuseum überführt.

### Ruine des Großen Schlosses

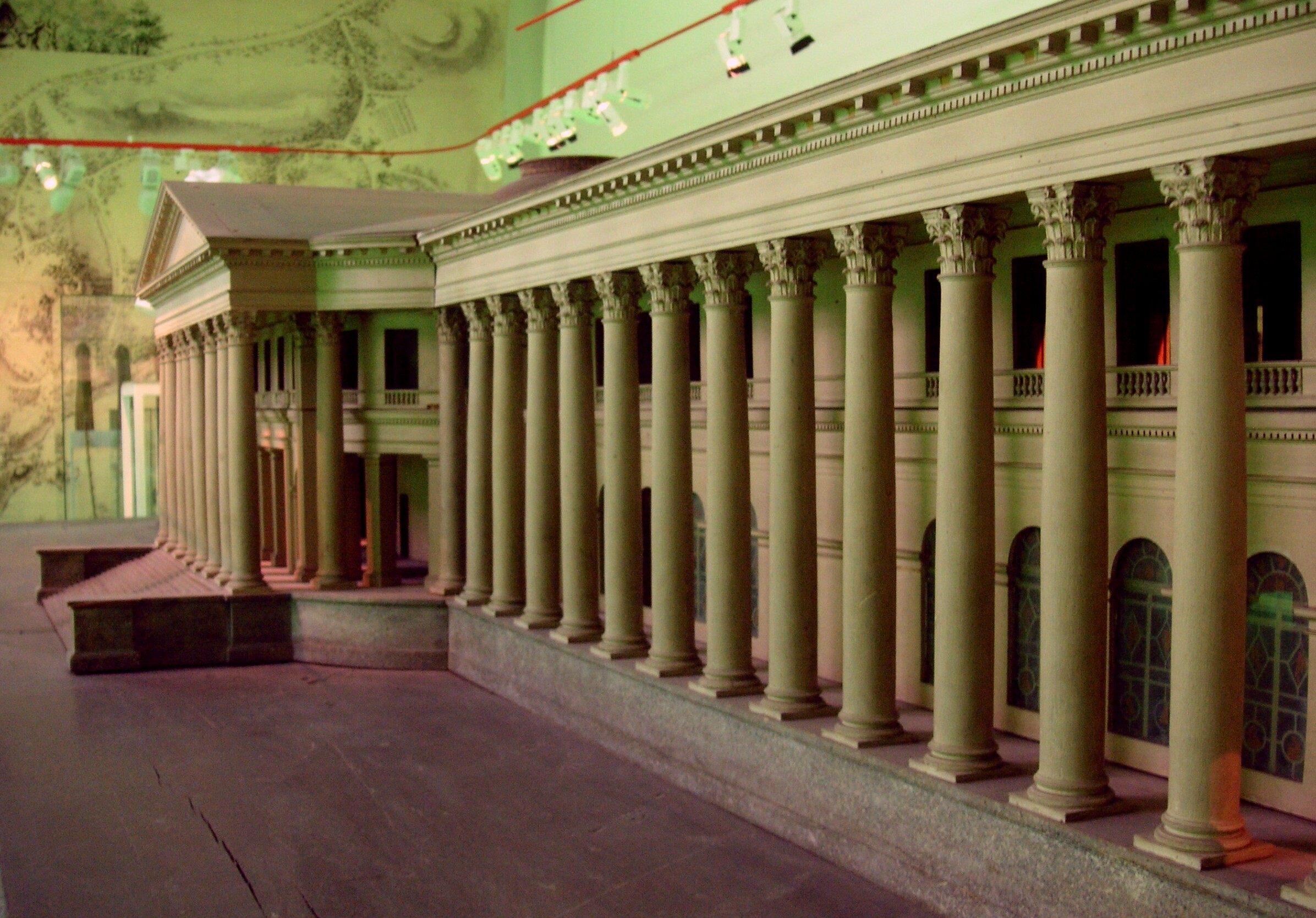
Modell des Großen Schlosses

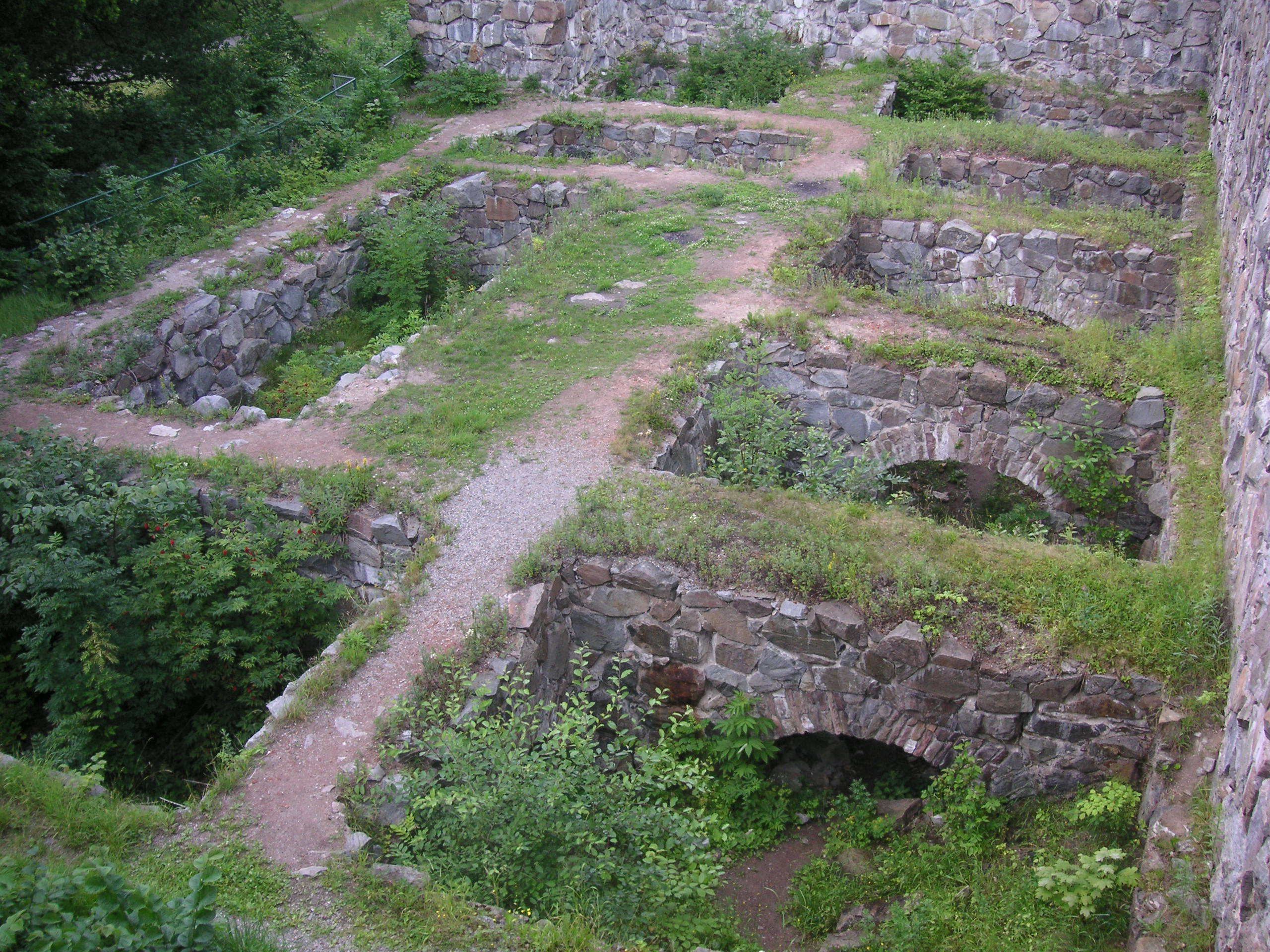
Ruine des Großen Haga-Schlosses

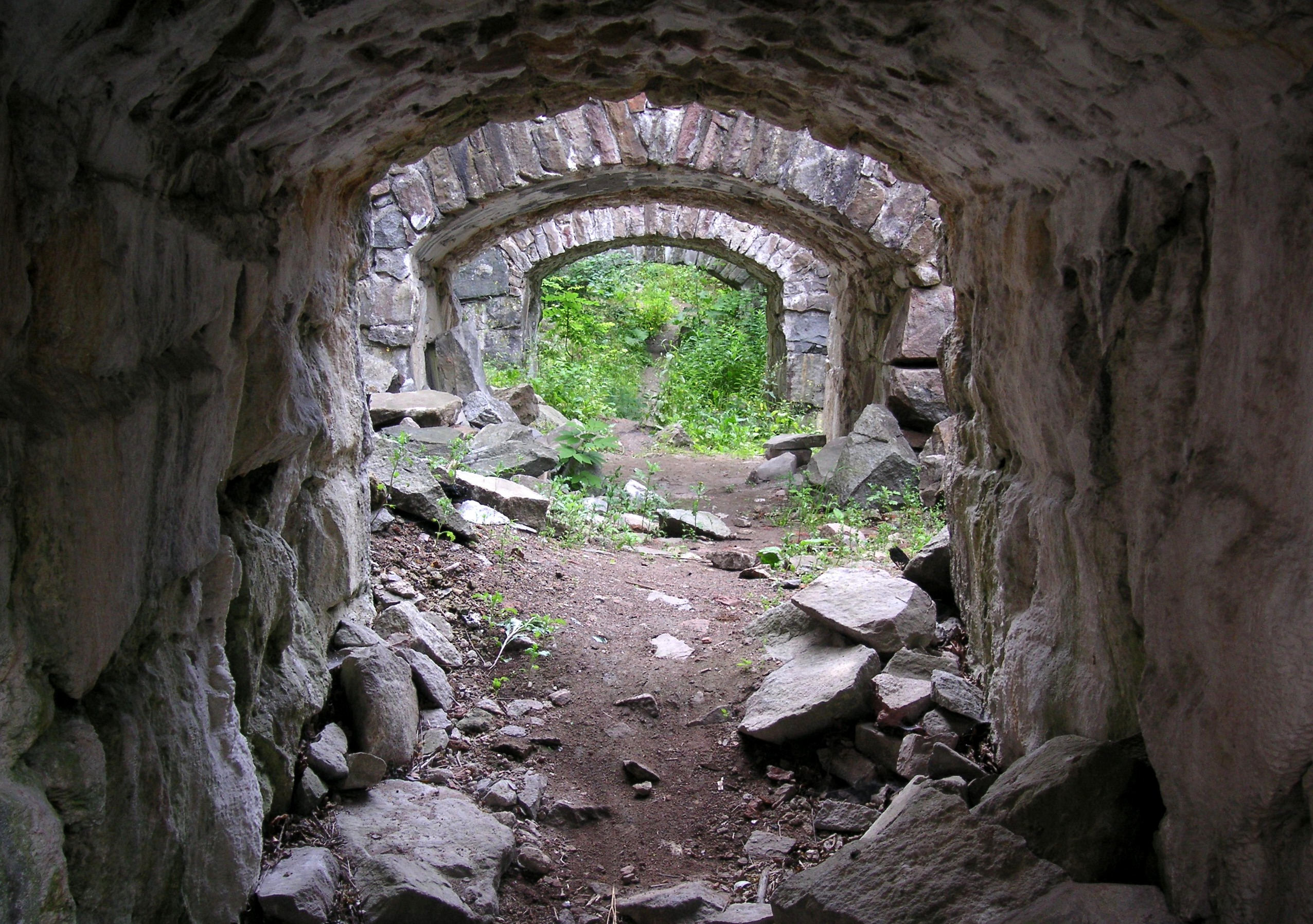
Ruine des Großen Haga-Schlosses

Als Stora Haga slottsruin werden die Reste eines unvollendeten großen Lustschlosses Gustavs III. bezeichnet. Es sollte nach Südosten hin das Ende einer freien Sichtachse bilden, einer chaussée, die über den Brunnsviken, durch die nördlichen Stadtteile Stockholms, Norrmalm, dem Sveavägen folgend bis zum Stockholmer Schloss in der Altstadt Gamla Stan reichen sollte, also über eine Strecke von knapp fünf Kilometern. Noch heute verlaufen die Hauptstraßenzüge auf Norrmalm in dieser Richtung, und bis 1942 fand sich diese Sichtachse in den Plänen für die Sanierung von Norrmalm des Stockholmer Amtes für Stadtplanung wieder.

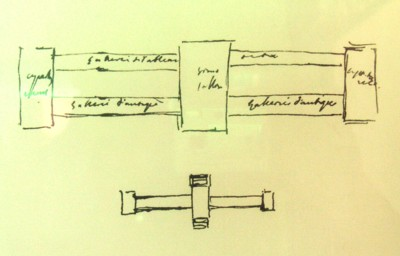
Skizze Gustav III.

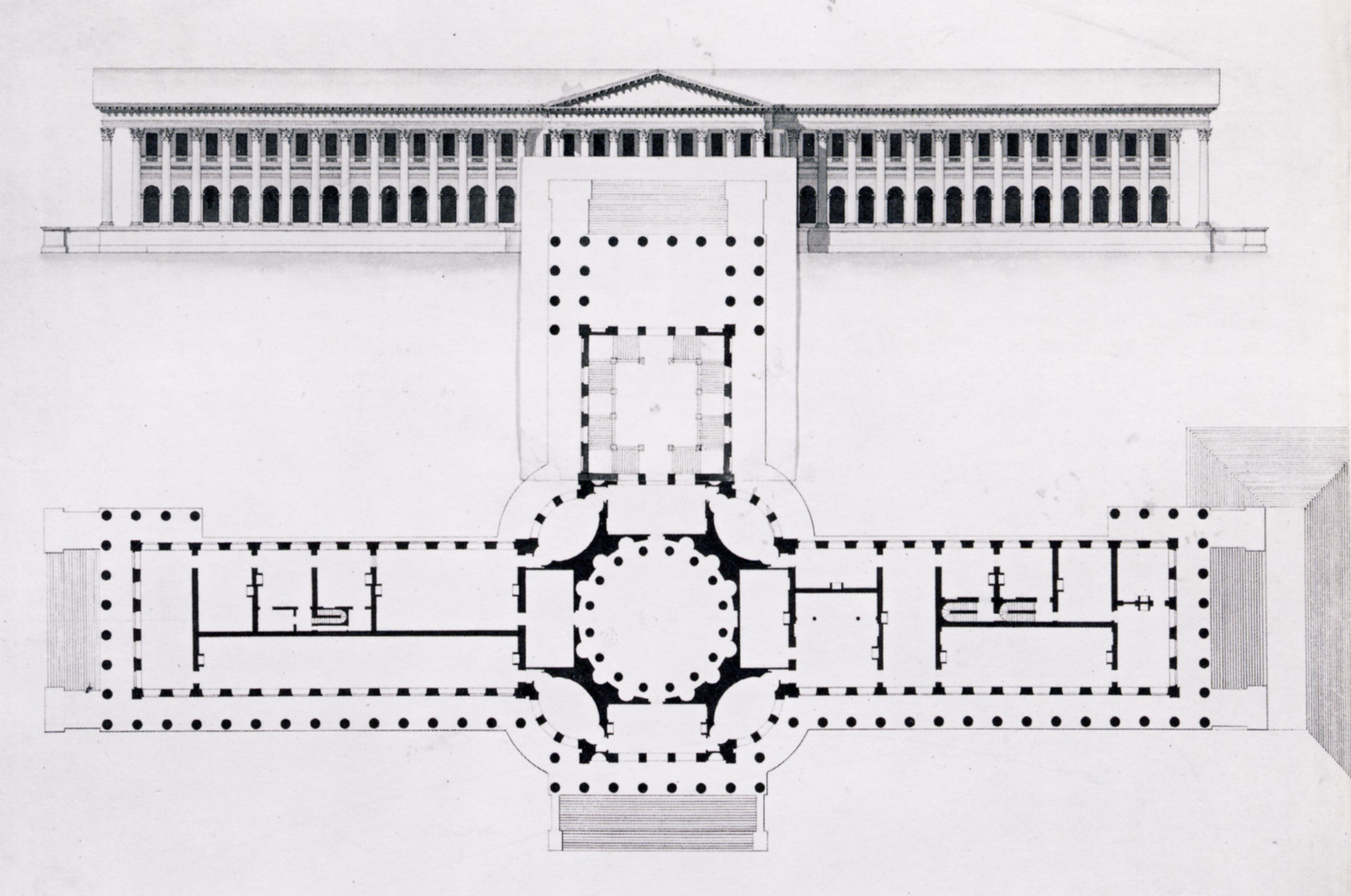
Louis Desprez’ Entwurf

Am 19. August 1786 nahm der König persönlich die feierliche Grundsteinlegung vor, begleitet von Musik und Gesang Carl Michael Bellmans. Gleich darauf begannen die Bauarbeiten nach den Plänen des Architekten Olof Tempelman. Anfangs war nur ein kleiner Rundtempel geplant. Der sehr an Architektur interessierte Gustav III. griff in der Folge selbst in die weitere Planung ein, die eine Vergrößerung des Baus durch seitliche Flügel mit langen Reihen korinthischer Säulen vorsah. Der Schlossbau im großen Format sollte Theater, Festsäle und Wohnungen für den gesamten Hof enthalten, außerdem ein Kunstmuseum, in dem der König seine Sammlung von Gemälden und römischen Skulpturen ausstellen wollte. Zu der Idee hatte ihn auf seiner Italienreise 1783–1784 das Vatikanmuseum inspiriert. 1787 übernahm Louis Jean Desprez die weitere Planung. 1790 war der Bau in vollem Gange, obwohl Gustav III. gleichzeitig einen kostspieligen Krieg gegen Russland führte. Zeitweise arbeiteten bis zu 800 Personen an dem großen Schlossprojekt. Für den mächtigen Sockelbau aus Natursteinmauerwerk wurden russische Kriegsgefangene verpflichtet.
Sämtliche Arbeiten wurden jedoch nach der Ermordung Gustavs III. im März 1792 eingestellt. Das unfertige Fundament wurde mit Holzplanken überdeckt und die schon gelieferten Ziegelsteine noch im selben Jahr für die Flügelbauten am Schloss Karlberg (Karlbergs slott) verwendet. Große Mengen an feingemeißeltem Granit für die Sockelleisten des Bauwerkes kamen später beim Bau des Drottningens paviljong (Schloss Haga) zum Einsatz. Fertiggestellt wurde einzig ein riesiger deckenloser Kellerbau. Bei gründlichen Renovierungen 1968 und 1998/99 wurden große Mengen Vegetation beseitigt und das Mauerwerk repariert. 2007 maßen Studenten der Kunsthochschule Kungliga Konsthögskolan die Anlage auf. Ein detailliertes Originalmodell der geplanten Schlossanlage kann man im Haga Parkmuseum besichtigen.
Die Schlossruine ist heute eine beliebte Kulisse für Theatervorstellungen. Der Zweikampf zwischen Mattis und Borka im Film Ronja Räubertochter nach Astrid Lindgrens gleichnamigen Buch wurde hier aufgenommen.

### Der chinesische Pavillon

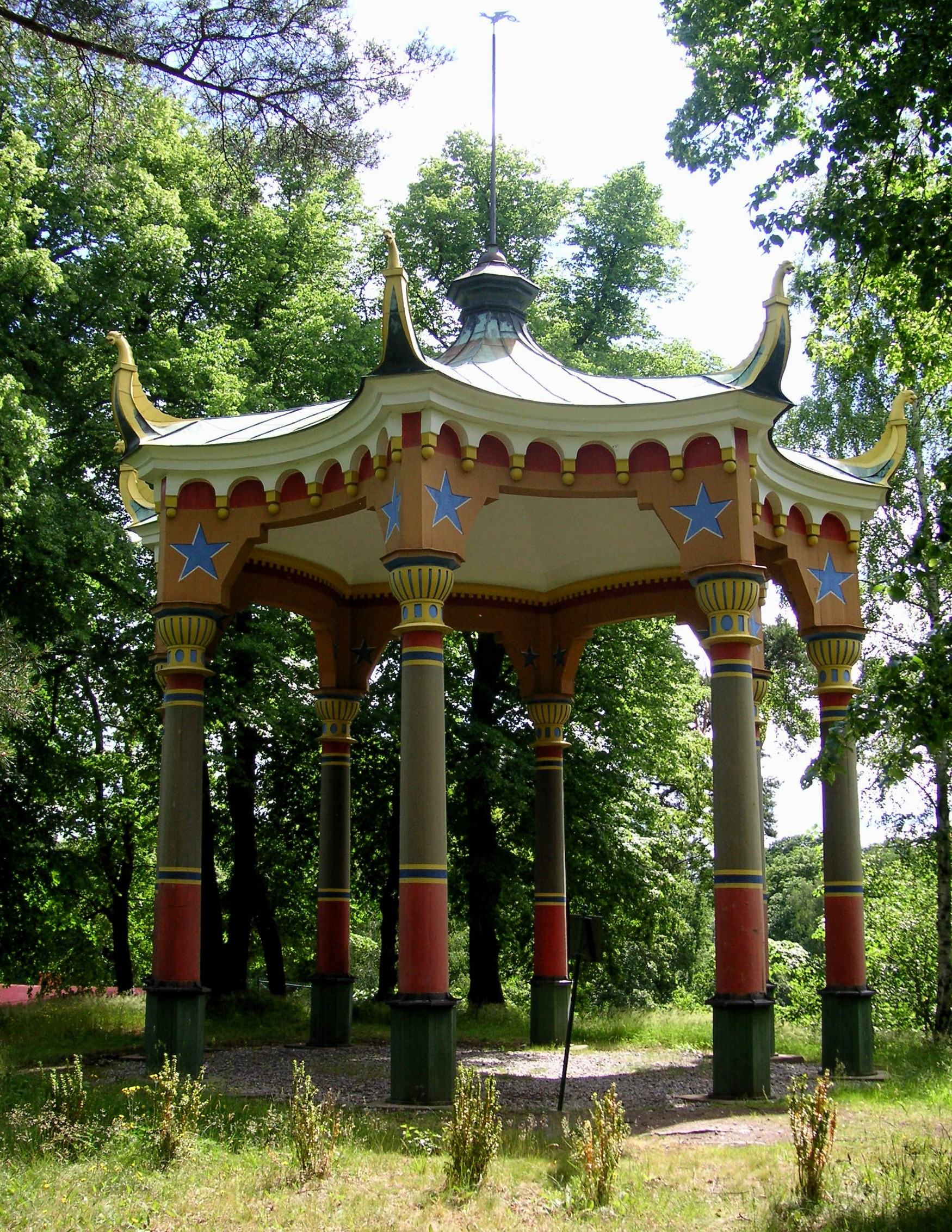
Chinesischer Pavillon

Kinesiska paviljongen wurde 1787 durch Gustav III. nach Plänen von Louis Jean Desprez fertiggestellt. Die dachverzierenden Drachenköpfe trugen ursprünglich kleine Glöckchen, die im Wind erklangen, in der Mitte des Pavillons befand sich ein achteckiger Tisch, rundherum standen vier chinesische Figuren auf Steinsockeln. Davon sind nur noch drei leere Sockel vorhanden. Bei der durchgreifenden Renovierung 1974 wurden die bemalten Holzdrachen durch Attrappen aus glasfaserverstärktem Kunststoff ersetzt. Einige der Originaldrachen kann man im Parkmuseum sehen.
Unweit des chinesischen Pavillons befindet sich auf einer kleinen Landzunge der Friedhof Haga, wo seit 1920 die nicht-regierenden Prinzen und Prinzessinnen des Königshauses Bernadotte begraben werden; seit dem Tod von Gustav VI. Adolf 1973 finden dort auch die Monarchen ihre letzte Ruhe; zuvor wurden die Könige und Königinnen in der Stockholmer Riddarholmskyrkan bestattet.

### Der türkische Kiosk

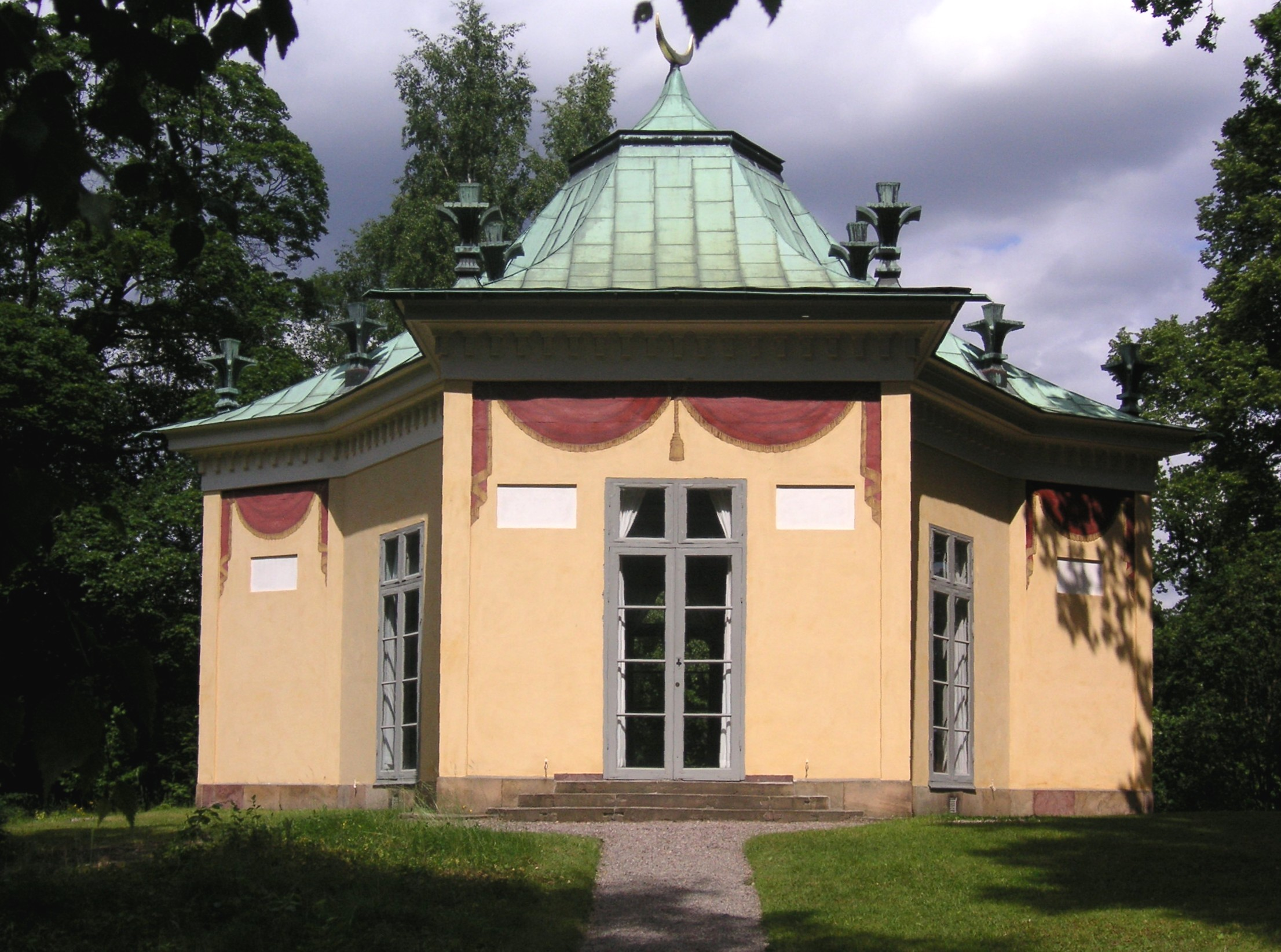
Der türkische Kiosk

Turkiska kiosken wurde ebenfalls im Auftrag Gustavs III. zwischen 1786 und 1788 erbaut und war der erste Neubau im Hagapark. Architekt war Fredrik Magnus Piper, die inneren Ausschmückungen stammen von Louis Masreliez. Gustav III. hielt hier mitunter Beratungen mit seinen nächsten Gefolgsleuten ab. Um nicht zu frieren, ließ Gustav III. einen mit Tannenzweigen geschützten und mit Kachelöfen beheizten provisorischen Gang zwischen dem Kiosk und der königlichen Wohnung (das jetzige Gamla Haga) anlegen. Der Kiosk wurde 1924 restauriert und es gibt Pläne, die ursprüngliche Möblierung wiederherzustellen. Die Originalmöbel sind im Inventar der königlichen Schlösser wiedergefunden worden. Kiosk ist türkisch und bedeutet Aussichtshäuschen oder Lusthäuschen.

### Die Finnenhütten

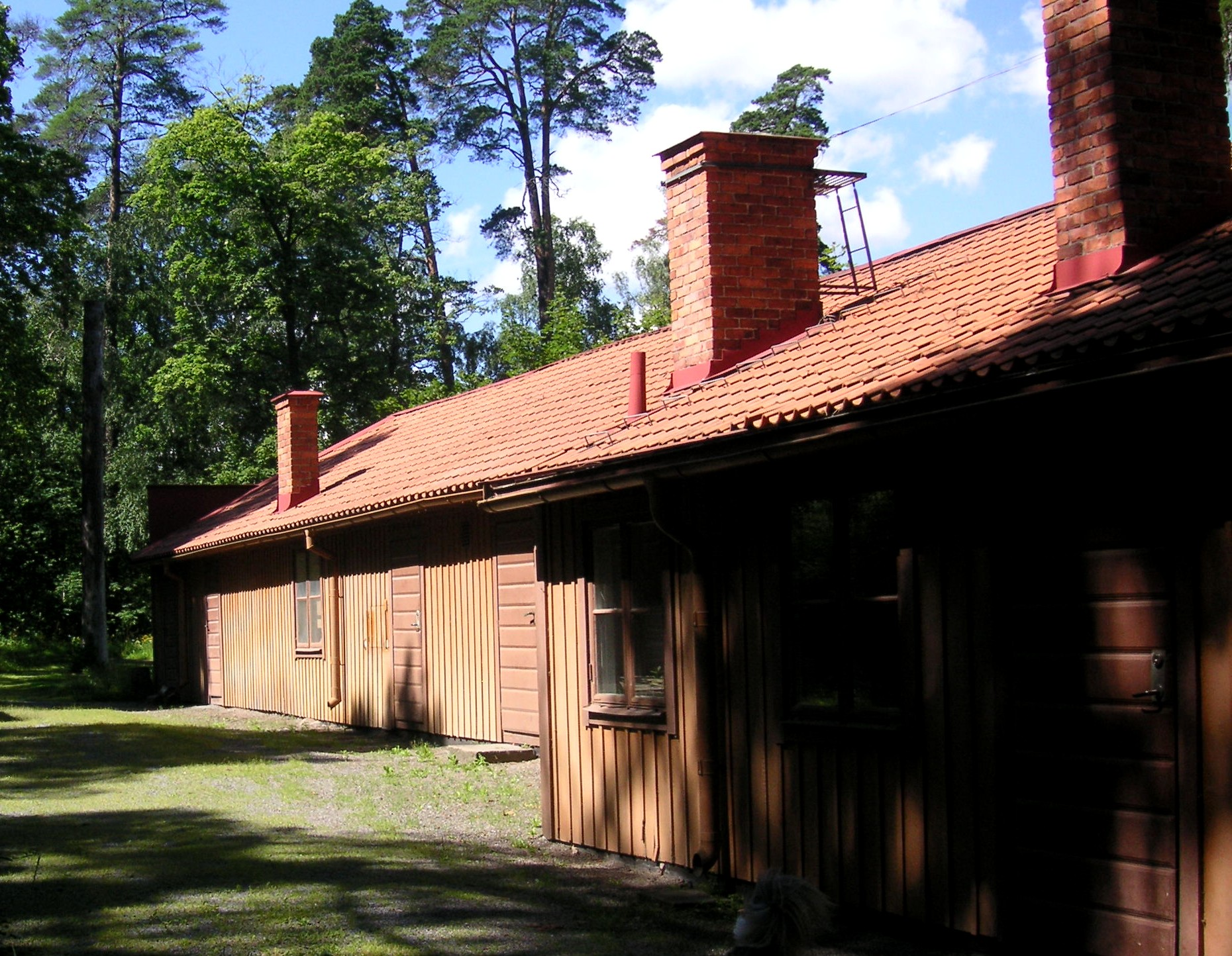
Flügelbau Lilla Finnstugan

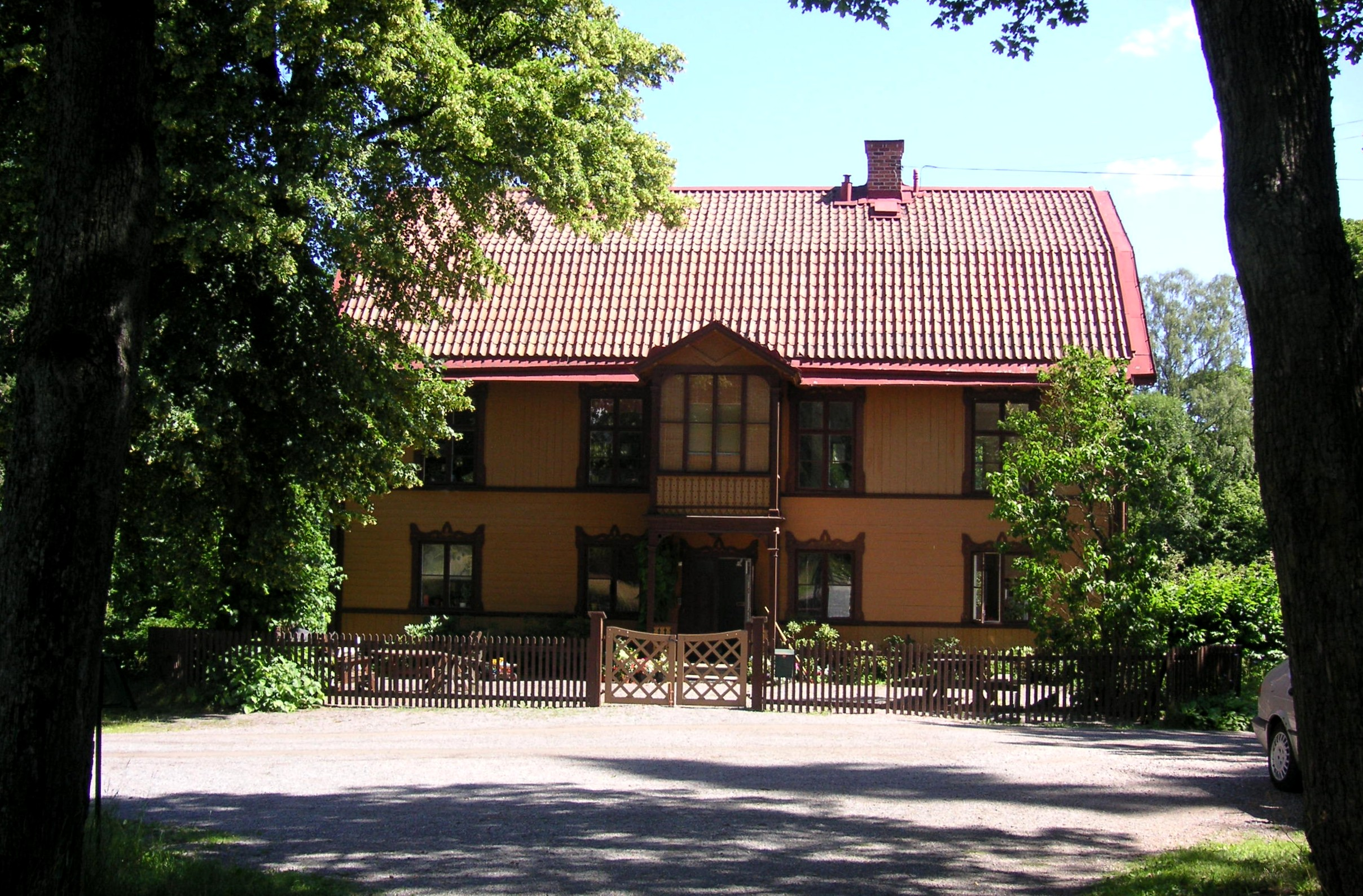
Wohnhaus Stora Finnstugan

Finnstugorna sind eine Gruppe von Gebäuden im südwestlichen Teil des Parks, nicht weit vom Türkischen Kiosk.
Stora Finnstugan (die große Finnenhütte) ist ein Wohnhaus, das sich schon auf Haga befand, als Gustav III. 1771 das Grundstück kaufte. Das mystische „Haga-Wirtshaus“, in dem Gustav III. sich als Kronprinz amüsiert haben soll, ist durch Kirchenbücher hierher aufgespürt worden. Die Holzverzierungen sind während des 19. Jahrhunderts dazugekommen.
Lilla Finnstugan (die kleine Finnenhütte) bestand ursprünglich aus zwei einfachen Flügelbauten, von denen noch der westliche Teil vorhanden ist. Durch einen Umbau 1810 bekamen die Flügel ihr heutiges Aussehen. Während der 1920er und 1930er Jahre befand sich hier ein gut besuchtes Café.

### Der Stallmeisterhof

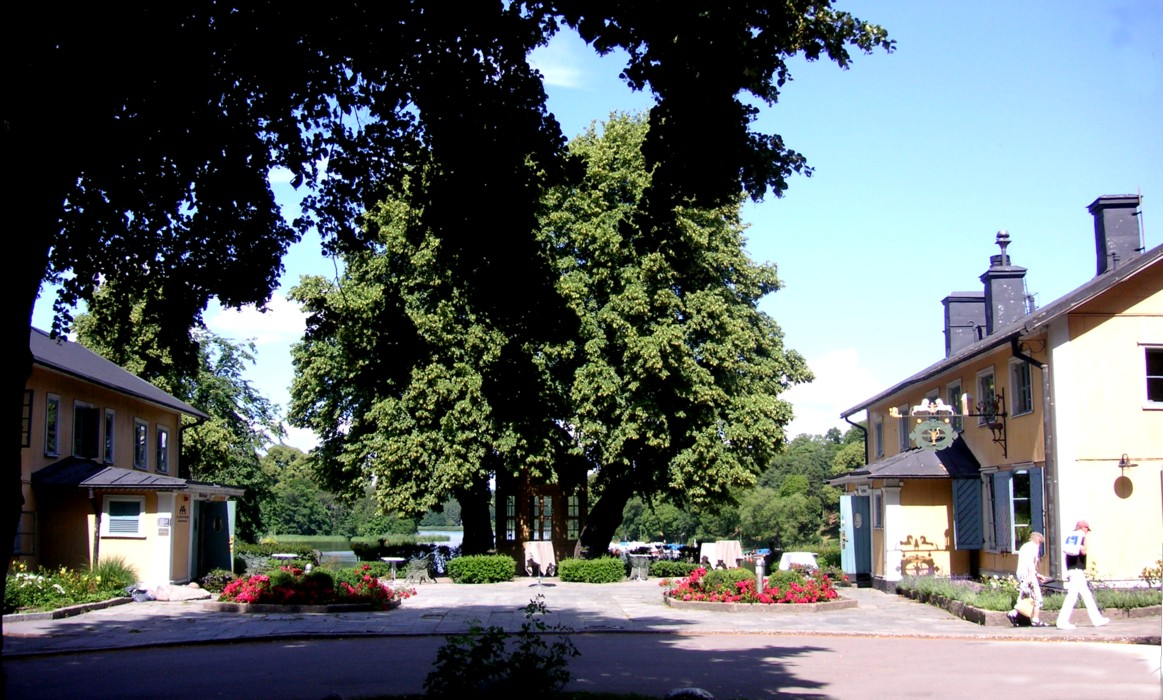
Der Stallmeisterhof

Stallmästaregården liegt im südlichsten Teil des Hagaparks am Brunnsviken, direkt an der Stadtgrenze von Stockholm. Er ist das älteste noch bestehende Landgasthaus in der Umgebung von Stockholm mit ununterbrochenem Betrieb seit Mitte des 17. Jahrhunderts. Ebbe Håkansson, Stallmeister des Reichsadmirals Karl Karlsson Gyllenheim (unehelicher Sohn von König Karl IX.) baute sich hier seinen Hof. Königin Christina von Schweden war gerne in der Gegend um den Brunnsviken auf der Jagd. 1645 kam sie mit ihrem Gefolge am Hof des Stallmeisters vorbei und beschloss spontan, dort Mittsommer zu feiern. Dies machte schnell die Runde und Ebbe Håkansson eröffnete hier noch im selben Jahr ein Wirtshaus.
Die heutigen Gebäude entstanden um 1740 durch Lucas Booger. Er ließ damals auch vier Linden anpflanzen, von denen heute noch zwei erhalten sind. Trotz unzähliger Veränderungen hat der Stallmästaregården viel vom Charakter des 18. Jahrhunderts bewahrt. Die ursprünglichen Wand- und Deckenbemalungen sind beispielsweise erhalten geblieben.
Heute ist der Stallmästaregården, von den Stockholmern auch kurz Stallis genannt, mit seiner schönen Lage an Brunnsviken ein beliebtes Restaurant der gehobenen Preisklasse mit Hotelbetrieb und Konferenzräumen.

## Das Parkmuseum
Parkmuseet befindet sich im mittleren der drei Kupferzelte. Das Museum besteht aus zwei kleineren Ausstellungsräumen und einem größeren Raum, in denen die Geschichte des Hagaparks in alten und neuen Bildern und Plänen gezeigt wird. In der Mitte des Raumes befindet sich das große und sehr detaillierte Holzmodell des von Gustav III. geplanten, aber nie fertiggestellten Lustschlosses Großes Haga-Schloss (Stora Haga slott).
1983 wurde das Museum eröffnet und 2003 renoviert. Der Eintritt ist frei.

## Haga Gerichtshaus

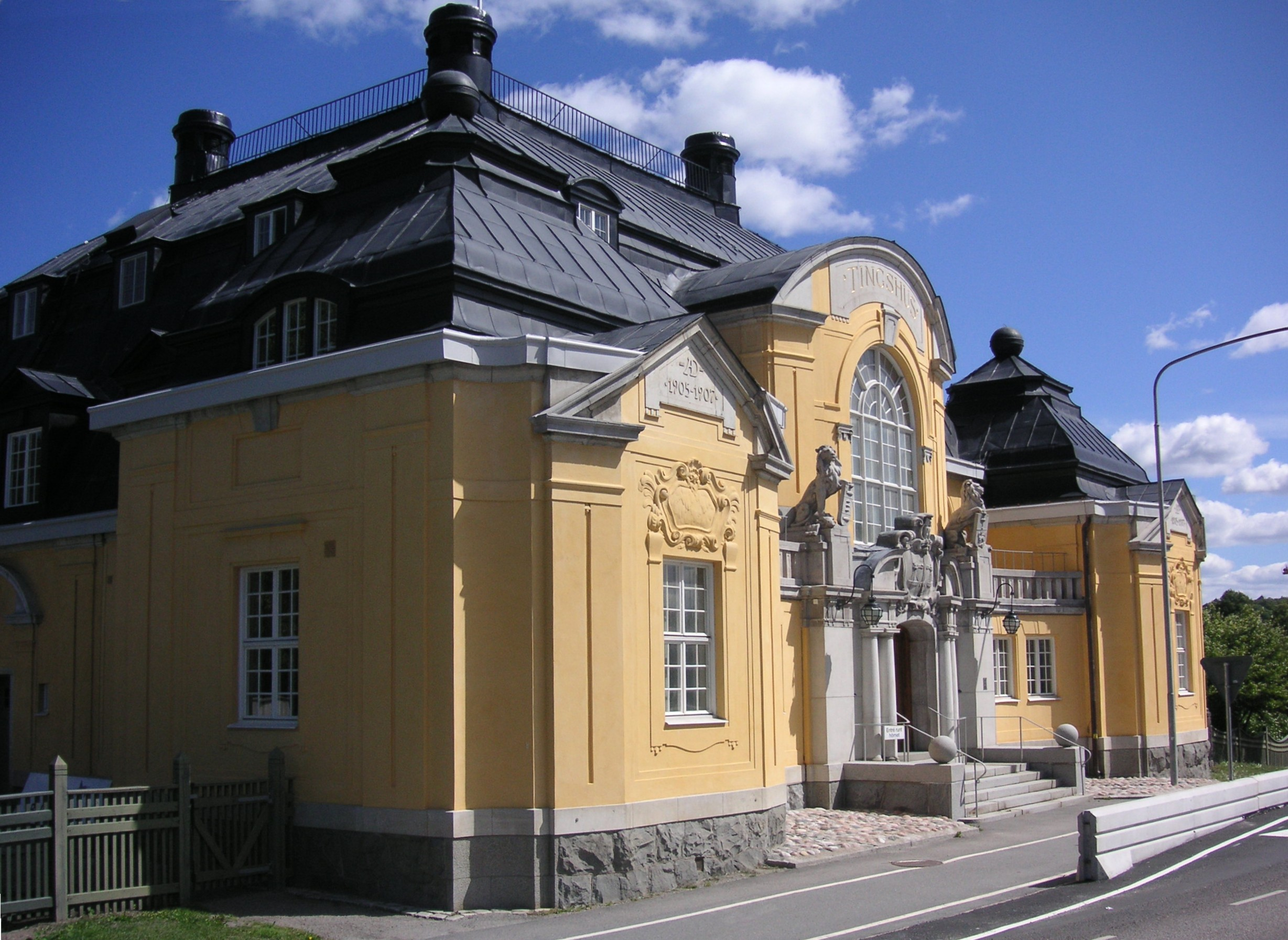
Haga Gerichtshaus

Haga tingshus (das Haga Gerichtsgebäude) befindet sich im südlichen Teil des Parks, nicht weit vom Stallmästaregården. Das Gerichtsgebäude wurde in den Jahren 1905 bis 1907 nach den Entwürfen der Architekten Fritz Ullrich und Erik Hallquisth für Södra Roslags Domsaga erbaut. Der Baustil ist im deutschen Jugendbarock gehalten. Bis Ende 1970 hatte das Gerichtsgebäude seine ursprüngliche Funktion, es ist nunmehr an ein privates Unternehmen vermietet. Im Keller des Gebäudes gibt es eine geologisch interessante Formation, einen 2,7 Meter tiefen Gletschertopf aus der Eiszeit, den man beim Bau des Hauses entdeckte und den man durch ein Kellerfenster sehen kann. Das Haus steht unter Denkmalschutz.